# Shūgo Nishikawa
Shūgo Nishikawa (japanisch 西川 周吾 Nishikawa Shūgo; * 27. Mai 1977 in der Präfektur Ishikawa) ist ein ehemaliger japanischer Fußballspieler.

## Karriere
Nishikawa erlernte das Fußballspielen in der Schulmannschaft der Shimizu Commercial High School und der Universitätsmannschaft der Universität Tsukuba. Seinen ersten Vertrag unterschrieb er 2000 bei den Mito HollyHock. Der Verein spielte in der zweithöchsten Liga des Landes, der J2 League. Für den Verein absolvierte er 17 Spiele. Danach spielte er bei den Kanazawa SC (2003) und Ferverosa Ishikawa Hakusan FC (2004–2007). Ende 2007 beendete er seine Karriere als Fußballspieler.